# Râle de Zapata
Vous lisez un « article de qualité » labellisé en 2011.
Mustelirallus cerverai
Espèce
Statut de conservation UICN

 CR C2a(ii) : 
En danger critique
 C2a(ii) 
Le Râle de Zapata ou Râle de Cuba (Mustelirallus cerverai, synonyme : Cyanolimnas cerverai) est une espèce d'oiseaux appartenant à la famille des Rallidae mesurant une trentaine de centimètres de long. Ses parties supérieures sont brunes, les parties inférieures bleu-grisâtre et les sous-caudales blanches. Son bec est rose à sa base et ses yeux et ses pattes sont rouges. Ses ailes courtes ne lui permettent presque pas de voler.
Le Râle de Zapata est endémique des zones humides de la péninsule de Zapata, sur la côte sud de l'île de Cuba, où il pond dans le tussack. Peu de choses de son régime alimentaire et de sa reproduction sont connues, et les cris qu'on lui a attribués pourraient appartenir à une autre espèce.
Ce râle fut découvert en 1927 par le zoologiste espagnol Fermín Zanón Cervera, dans la province de Matanzas. Son aire de répartition limitée, la perte de son habitat et la prédation par les poissons-chats et mammifères introduits font de cet oiseau une espèce en danger critique d'extinction selon l'Union internationale pour la conservation de la nature. Le tourisme et les changements climatiques pourraient poser d'autres problèmes dans le futur.

## Description

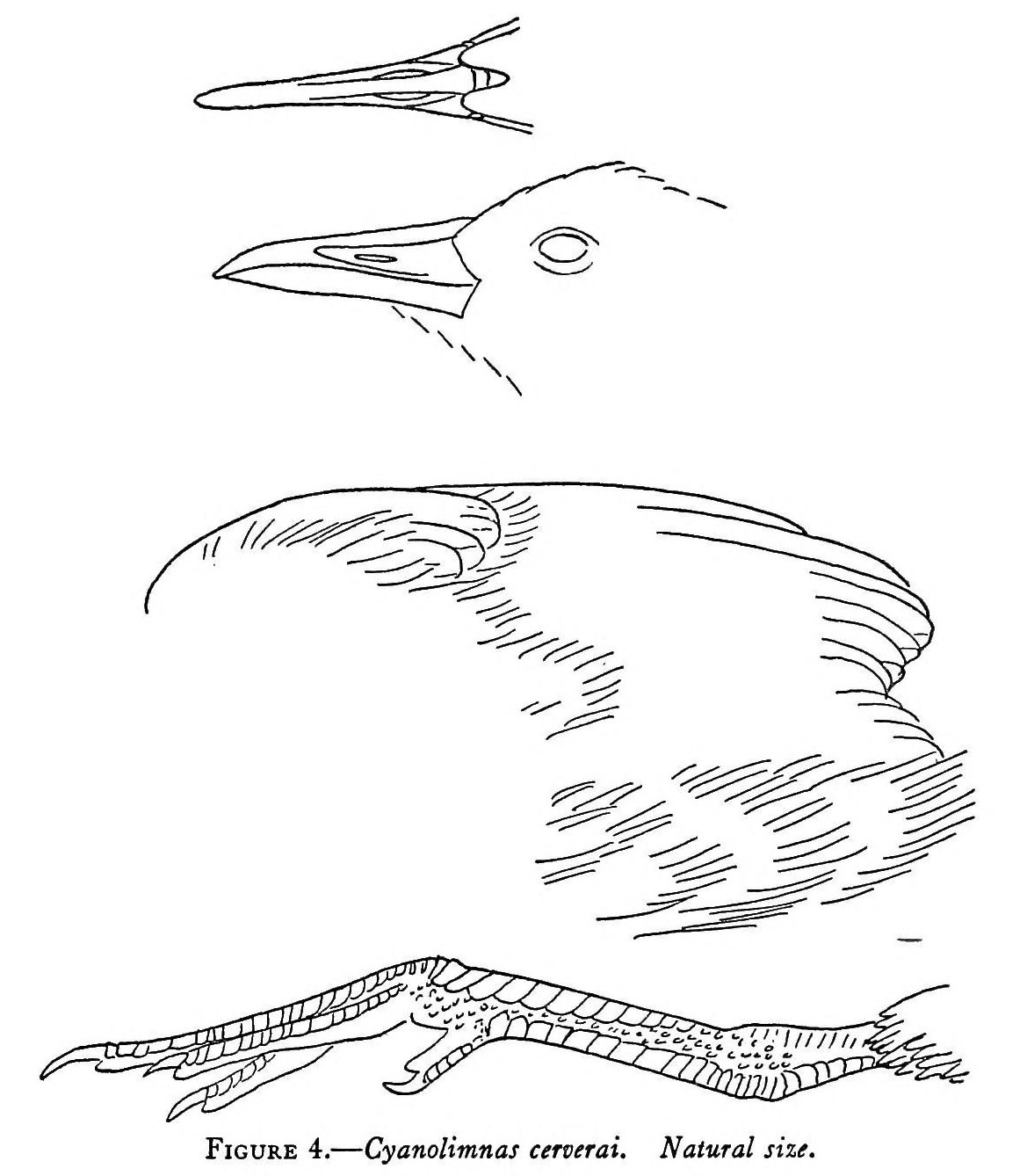
Détails du bec, de la tête, d'une aile et d'une patte.

### Morphologie et plumage
Le Râle de Zapata est un râle sombre de taille moyenne, d'environ 29 cm de long. Les parties supérieures sont brun-olive et le front, les côtés de la tête et les parties inférieures sont gris ardoise, avec quelques barres blanches sur le bas-ventre. Les flancs sont gris-brun et les sous-caudales sont blanches. L'iris, les pattes et les doigts sont rouges ; le tarse et les doigts sont relativement courts pour un râle : chez l'holotype, un mâle adulte, ils mesurent respectivement 46,1 mm et 41,5 mm pour le doigt médian. Le bec est légèrement plus long que la tête, le culmen mesurant 47,4 mm chez l'holotype ; il est jaune à son extrémité, verdâtre au milieu avec la base renflée et rouge, couleurs vives rappelant un peu celles des poules d'eau mais sans plaque frontale. La queue est relativement courte, mesurant autour de 40 mm, et les plumes qui la composent ont des barbes éparses. Les ailes sont arrondies et très courtes, mesurant de 99 à 110 mm,,.
Il n'y a pas de dimorphisme sexuel apparent, mais les immatures sont plus ternes et ont les pattes et le bec olive ; les poussins, comme chez tous les râles, sont couverts d'un duvet noirâtre.

### Espèces similaires
Il n'y a aucune espèce semblable à Cuba. Seul le Râle tacheté (Pardirallus maculatus) est sympatrique et sensiblement de la même taille, mais son plumage est fortement tacheté et barré de blanc. Le Râle de Zapata a un plumage intermédiaire entre ceux du Râle de Colombie (Neocrex colombiana) et du Râle à bec ensanglanté (Pardirallus sanguinolentus), mais qui sont des oiseaux continentaux d'Amérique centrale et du Sud.
Le cri d'appel du Râle de Zapata est décrit comme un cutucutu-cutucutu-cutucutu vif, similaire à celui du Petit-duc de Cuba (Gymnoglaux lawrencii) et un kuvk kuck semblable au cri du Courlan brun (Aramus guarauna). Toutefois, ces appels pourraient en fait être ceux du Râle tacheté.

## Écologie et comportement
Le Râle de Zapata niche généralement dans les herbes telles que la marisque Cladium jamaicensis, construisant son nid au-dessus du niveau de l'eau sur un tussack. La saison de reproduction a lieu autour de septembre, et possiblement aussi en décembre et en janvier. L'ornithologue américain James Bond a trouvé un nid contenant trois œufs blancs, placé 60 centimètres au-dessus du niveau de l'eau mais on sait peu de choses à propos de la reproduction de l'espèce,,. Les râles sont généralement monogames, et tous ont des petits nidifuges qui sont nourris et gardés par les adultes.
Le Râle de Zapata préfère se nourrir parmi la marisque. Son régime alimentaire n'est pas connu, mais la plupart des râles vivant dans les marais sont omnivores, se nourrissant d'invertébrés et de plantes. L'espèce n'est pas migratrice, mais les individus peuvent se disperser pendant la saison des pluies, retournant durant les mois secs dans les zones inondées en permanence,.
Comme d'autres râles, cette espèce est difficile à observer quand elle se déplace à travers la marisque, et peut s'accroupir pour éviter d'être vue, mais elle n'est pas particulièrement méfiante. Lorsque le Râle de Zapata est dérangé, il court parfois sur une courte distance, puis s'arrête avec sa queue levée, affichant clairement le blanc de ses sous-caudales. Malgré ses ailes courtes, il ne serait peut-être pas complètement incapable de voler. Pour des raisons morphologiques, il est classé comme une espèce incapable de voler, puisque sa ceinture scapulaire et ses ailes sont aussi réduites que chez d'autres espèces de râles considérées comme inaptes au vol, mais James Bond rapporte en avoir vu un battre des ailes pour traverser un canal large de trois mètres,.

## Répartition et habitat

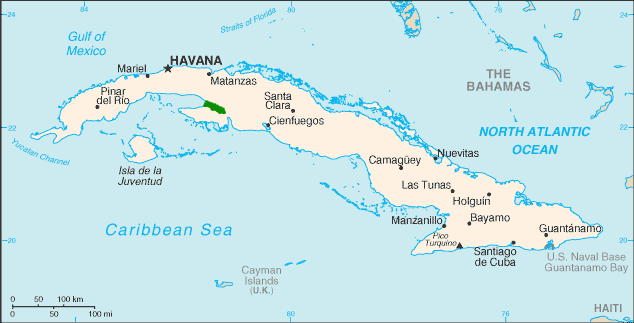
Carte de répartition approximative du Râle de Zapata montrant, en vert, la zone connue pour abriter l'espèce.

### Répartition et biotope actuels
Le Râle de Zapata est une espèce endémique de Cuba, dont la répartition est limitée à la partie nord du marais de Zapata qui mesure 4 500 km2, seul endroit accueillant également le Troglodyte de Zapata (Ferminia cerverai) et la sous-espèce type du Bruant de Zapata (Torreornis inexpectata). Il préfère les habitats à la végétation inondée et haute de 1,50 à 2 mètres, les marais couverts de buissons entremêlés et aux petits arbres, et de préférence à proximité de terrains plus élevés. Les plantes typiques des marais sont l'arbre à suif (Morella cerifera), le saule Salix longipes, la marisque Cladium jamaicensis et la massette à feuilles étroites (Typha angustifolia).

### Répartition historique
Ce râle était jadis plus répandu, des os fossiles ayant été trouvés à La Havane, à Pinar del Río et sur l'île de la Jeunesse. Thomas Barbour, qui a décrit l'oiseau, ne croit pas que le Râle de Zapata soit une espèce relique comme l'étaient par exemple le Hutia nain (Mesocapromys nanus) et le Crocodile de Cuba (Crocodylus rhombifer), pas plus que ne le seraient le Troglodyte de Zapata ou le Bruant de Zapata autrefois largement distribués sur Cuba, étant donné que les oiseaux de ce marais sont spécifiquement adaptés aux conditions marécageuses. Il considère que des conditions similaires à celles actuelles pouvaient autrefois s'étendre sur la grande zone submergée aujourd'hui représentée par les bancs peu profonds, avec des mangroves éparses, qui s'étendent vers l'île de la Jeunesse et peut-être à l'est le long de la côte sud de Cuba. Les oiseaux fossiles trouvés sur l'île de la Jeunesse sont plus petits que les spécimens actuels, mais la rareté du matériel disponible ne permet pas d'établir si les populations étaient vraiment différentes.

## Taxinomie

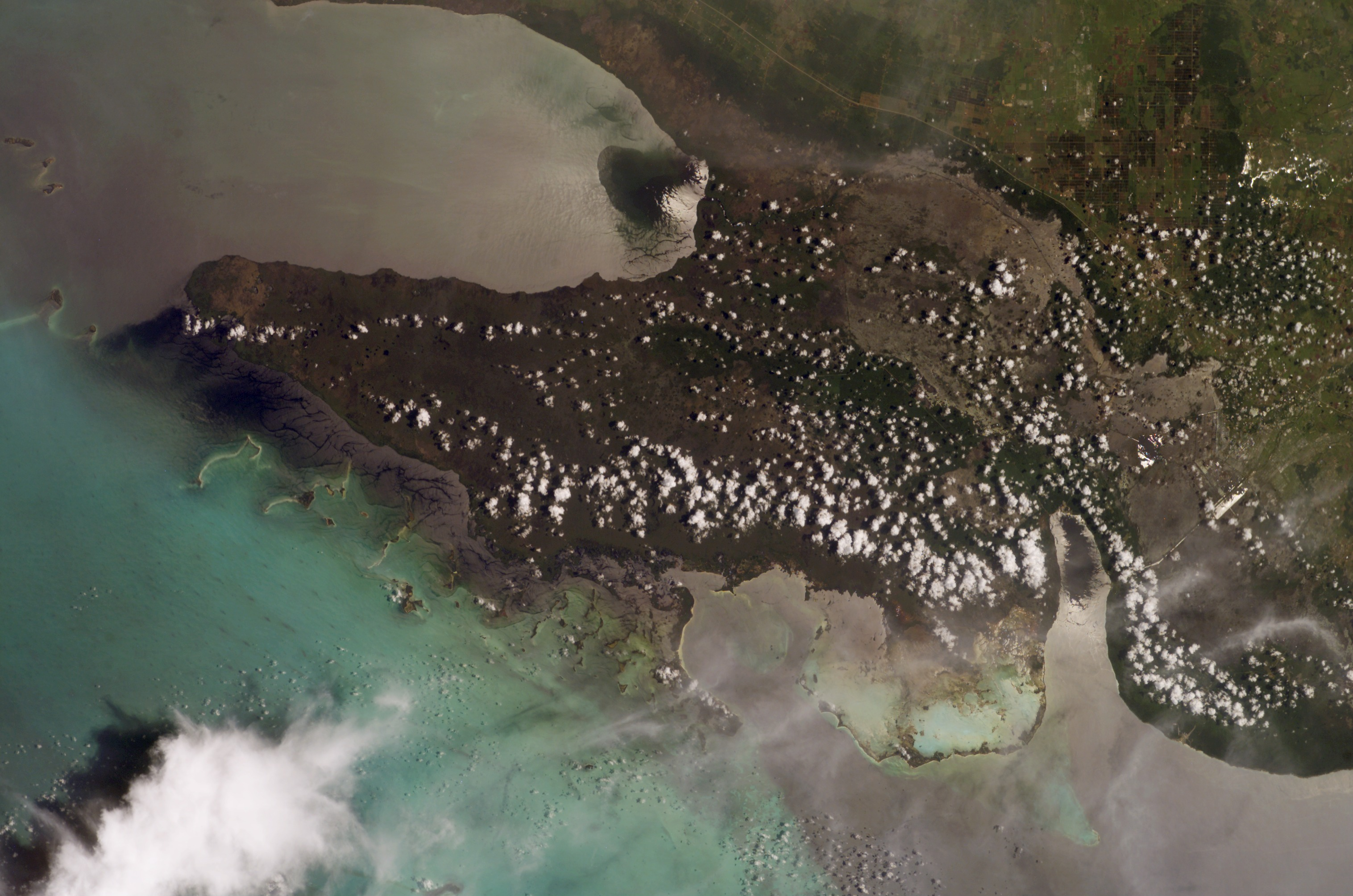
Vue aérienne de la péninsule de Zapata.

### Découverte et description
Le Râle de Zapata est découvert en mars 1927 par le soldat espagnol devenu zoologiste Fermín Zanón Cervera, qui en prélève quatre dans le marais de Zapata dans le sud de la province de Matanzas. L'espèce est scientifiquement décrite par l'herpétologiste américain Thomas Barbour et son compatriote ornithologue James Lee Peters la même année. Les deux auteurs le considèrent comme suffisamment distinct des autres râles pour justifier un genre propre, Cyanolimnas. Le nom de genre provient du grec ancien κύανος (kuano) signifiant « bleu foncé » et du latin moderne limnas pour « râle » ; la dénomination spécifique cerverai rend, elle, hommage au découvreur, Fermín Zanón Cervera.
Barbour est accompagné par l'Espagnol lors de sa visite précédente à Cuba, et en entendant parler des oiseaux étranges qui pouvaient être trouvés dans la péninsule de Zapata, il envoie Cervera faire quelques excursions dans la région. Ce dernier trouve finalement le râle près de la petite localité de Santo Tomás, qui a inspiré le nom vernaculaire espagnol du râle, « Gallinuela de Santo Tomás »,. Cervera découvre également dans le marais le Troglodyte de Zapata et le Bruant de Zapata ; le nom de l'Espagnol est aujourd'hui donné au centre écologique du parc national de la « Ciénaga de Zapata » (ou marais de Zapata).

### Systématique
La famille des râles, les Rallidae, compte actuellement plus de 130 espèces décrites et de nombreuses autres fossiles, réparties dans au moins une cinquantaine de genres. Le Râle de Zapata est parfois considéré comme intermédiaire entre deux autres genres de râles du Nouveau Monde, Neocrex et Pardirallus. Les espèces de ces trois genres ont un long bec, cinq ont un plumage terne, et toutes sauf une ont une tache rouge à la base du bec. Elles sont considérées comme descendant d'un ancêtre commun ressemblant aux râles du genre Amaurornis. Aucune sous-espèce n'est distinguée.

## Le Râle de Zapata et l'Homme

### Effectifs et menaces

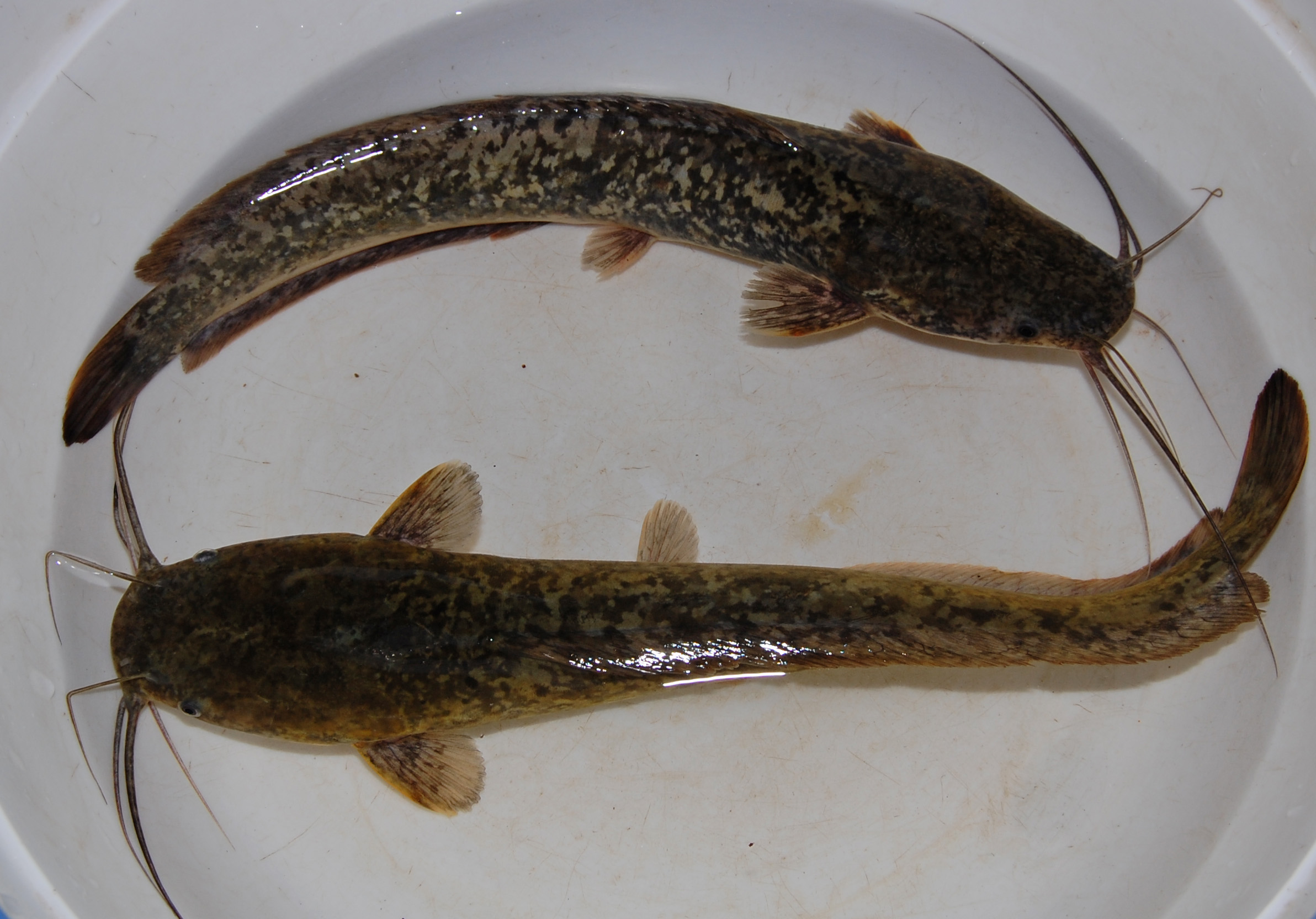
Le Poisson-chat africain, prédateur important pour les poussins.

Les espèces de râles insulaires sont particulièrement vulnérables à la moindre baisse de leur population, car ils ont souvent et rapidement évolué en perdant totalement ou presque leur capacité à voler, devenant très sensibles aux prédateurs introduits. Ainsi, quinze espèces de râles insulaires ont disparu depuis 1600, et plus de 30 sont menacées d'extinction.
Le Râle de Zapata semble avoir été courant dans la région de Santo Tomás jusqu'en 1931, mais il n'y a pas eu d'autre enregistrement supplémentaire jusqu'en 1970, lorsque l'oiseau a été trouvé à 65 kilomètres, à Laguna del Tesoro. Les quelques enregistrements dans les années ultérieures suggèrent que l'effectif reste faible, bien qu'après une période sans aucune observation officielle de deux décennies, une recherche de 1998 a trouvé le râle sur deux nouveaux sites dans les marais de Zapata. Dix râles ont été trouvés à Peralta, et sept à Hata de Jicarita. Selon ces échantillons, les effectifs de la population du Râle de Zapata entre les deux sites ont été estimés entre 70 et 90 individus sur 230 hectares.
Le Râle de Zapata possède une aire de répartition limitée, avoisinant les 1 000 km2. Dans le passé l'habitat nécessaire à sa reproduction subissait la coupe de l'herbe pour la fabrication de toits de chaume, et l'espèce pâtit encore de la perte de son habitat par les incendies de la saison sèche. Des études plus récentes estiment la population du râle entre 250 et 1 000 individus et la considèrent en déclin. L'espèce subit également la prédation de mammifères introduits, notamment les mangoustes du genre Herpestes comme la Petite mangouste indienne (H. javanicus) et les rats. Plus récemment, les poissons-chats ont été identifiés comme prédateurs majeurs des poussins, tel le Poisson-chat africain (Clarias gariepinus) qui a envahi le marais à la suite des dégâts de l'ouragan Michelle sur un élevage de ces poissons,,.
L'Union internationale pour la conservation de la nature place cet oiseau comme espèce « en danger critique d'extinction (CR) » en 1994, puis révise en 2000 le statut « en danger (EN) ». Du fait du manque de connaissance du cri de l'oiseau, l'ornithologue spécialiste de l'avifaune cubaine Arturo Kirkconnell pense que les effectifs peuvent être sous-estimés ; depuis 2000, la population a diminué de façon significative. En 2010, l'UICN replace le Râle de Zapata parmi les espèces « en danger critique d'extinction ». Deux sites abritant le râle sont situés dans des zones protégées, la réserve faunique Corral de Santo Tomás et la zone naturelle touristique de la Laguna del Tesoro.

### Conservation
En 1997, Andy Mitchell, ornithologue britannique spécialiste des oiseaux cubains, propose des mesures de protection comme l'évaluation de l'influence des espèces introduites sur la population du râle afin de diminuer leur impact, ainsi qu'une surveillance en vue de prévenir d'autres menaces. Des enquêtes menées en 2010 sur toute l'aire de répartition de l'espèce proposent aussi des mesures de conservation comme le contrôle des incendies de la saison sèche.
Il existe des plans pour encourager le tourisme de la région de Zapata, en particulier en Europe, et si les États-Unis permettent à leurs citoyens de visiter Cuba dans le futur, cela pourrait encore augmenter les effets de l'écotourisme et affecter dangereusement les terres humides. Le ministre du Tourisme de Cuba, Manuel Marrero, et Pablo Bouza, le directeur du parc national de la Ciénaga de Zapata, ont tous deux déclaré que l'augmentation du tourisme serait durable.
À plus long terme, le marais de Zapata figurant sur la liste de la convention de Ramsar pourrait être menacé. La hausse du niveau de la mer due au réchauffement climatique pourrait causer la venue d'eau salée dans la zone humide, endommageant les plantes et la faune, et en 2100 le domaine de la Ciénaga de Zapata serait réduit d'un cinquième. La montée de la température des océans résultant du changement climatique pourrait également conduire à des ouragans plus forts et à la sécheresse. Bouza a également émis l'hypothèse que la végétation tombée laissée par les ouragans pourrait, une fois sèche, agir en tant que carburant pour les incendies.

### Philatélie
Le Râle de Zapata figure sur un timbre de Cuba d'une valeur faciale de 30 c, de la collection « Endemic birds » de 1975. Il figure aussi au côté de Nymphaea ampla sur deux émissions présentant des sites Ramsar, le premier de valeur faciale de 75 c, le second lié à un timbre iranien de 2009 représentant une Talève sultane (Porphyrio porphyrio) et de valeur faciale 1 500 r.